# Хорунжий
Хору́нжий (бел. харунжы, пол. chorąży, укр. хорунжий), также (редко) хоружий — чин, войсковая должность, а позже — воинское и служебное (специальное) звание в ряде исторических государств Восточной и Центральной Европы, в современной России (в казачестве), а также в Польше.
Название происходит от хоругвь (пол. chorągiew, бел. харугва) — воинское знамя и воинский отряд в XV—XVIII веках. Слово монгольское по происхождению, в славянские языки пришло через тюркское посредство: тюрк. хоруг — стяг, знамя, переводится как защита, покровительство. Таким образом, первоначально «хорунжий» означало «знаменосец»; соответствовало древнеримским аквилиферу, вексилларию, драконарию, сигниферу.

## История

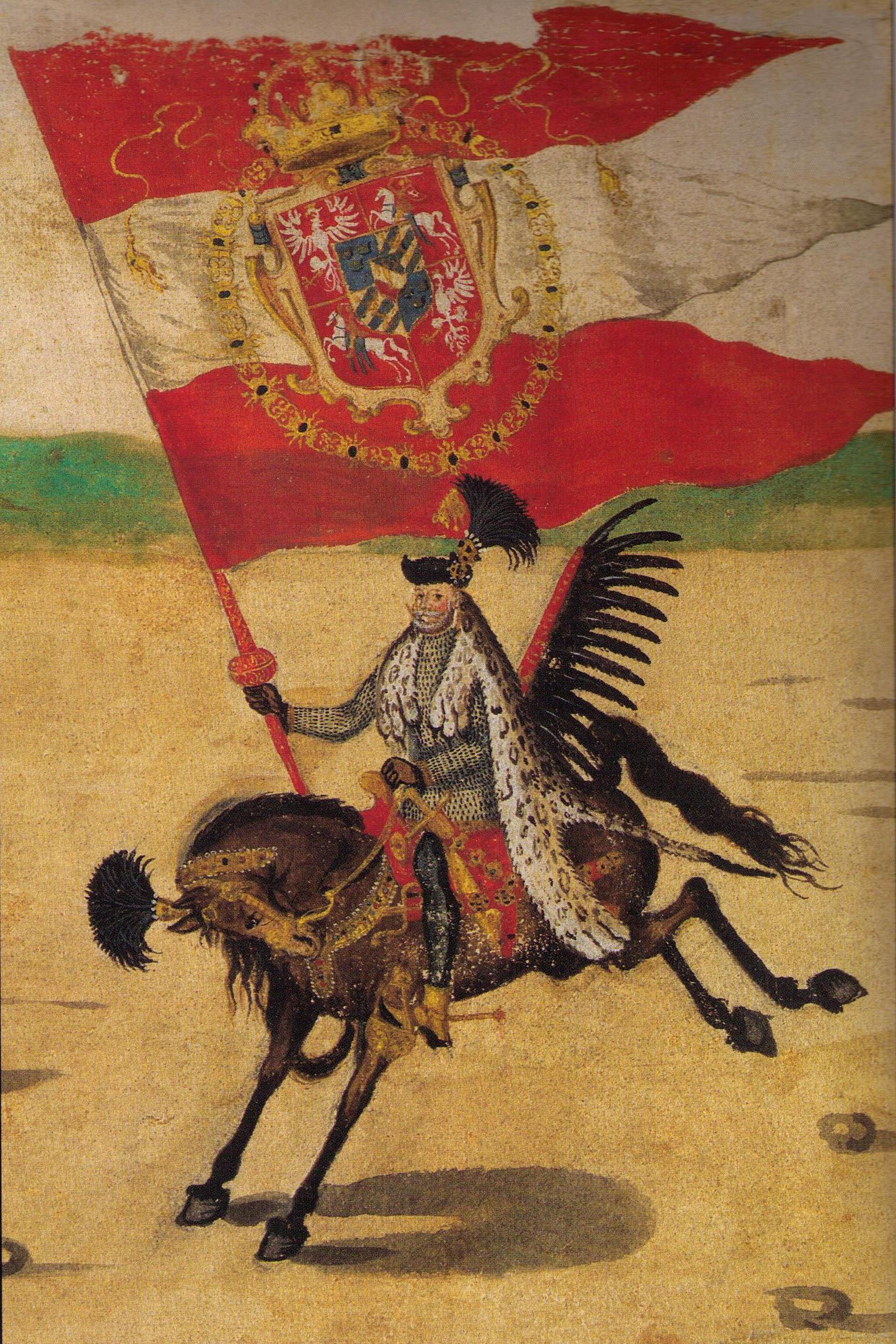
Станислав Собеский, хорунжий великий коронный. Рисунок ок. 1605. Королевство Польское.

### Польша, ВКЛ
С XIV века в Королевстве Польском существовала должность хорунжий великий коронный, а с XV века в Великом Княжестве Литовском — хорунжий великий ВКЛ. Заместителем великого хорунжего был надворный хорунжий (с XVI века). Их обязанностью было ношение королевского или великокняжеского знамени (хоругви) во время торжественных церемоний и пребывание с ним при монархе во время боевых действий.
С XIV—XV веков в Польше и ВКЛ хорунжий полка, или поветовый хорунжий — выборный войсковой руководитель, собиравший ополчение одного повета, которое называлось хоругвью (ополчение каждого повета было отдельной боевой единицей, и поэтому имело своё знамя — хоругвь). Назначал себе в помощь поветовых ротмистров.
Должность сохранилась и после объединения Польши и ВКЛ в 1569 году в Речь Посполитую (вооружённые силы в Речи Посполитой существовали отдельно в Польше и ВКЛ). Поветовый хорунжий подчинялся каштеляну, в его функции входила организация ополчения (посполитого рушения) в повете. Это был один из высших постов в земском правлении Речи Посполитой (следующий после сенатора, подкомория и городового старосты).
Хорунжий
В армии ВКЛ XVIII века хорунжий — младший офицерский чин в пехоте и кавалерии. Знаком различия являлась одна звёздочка на эполете. Соответствует современному званию младший лейтенант.

### Казаки
С XVI века хорунжие — войсковые должности и у казаков Запорожской Сечи: войсковой генеральный хорунжий, полковые и сотенные хорунжие. Они входили в состав старши́ны.
С присоединением в XVIII веке Запорожской Сечи к Российскому государству хорунжий (сначала в казачьих общинах, потом в казачьих войсках) — военный чин.
С 1798 года соответствовал корнету в кавалерии (Полкового Хорунжаго чина Корнетскаго).
С 1884 года состоял в XII классе табели о рангах.
Лица из казачьего сословия в Русской армии, исполняющие во время службы обязанности соответствующих казачьих офицеров — хорунжих, но не имеющие права на производство в воинские чины, именовались «зауряд-хорунжий». Чин «зауряд-хорунжего» давался вахмистрам и урядникам за боевые отличия. На погонах хорунжего они имели «на верху» погона, поперёк его, нашивки того звания, из которого они были произведены в офицерский чин.
От кадровых казачьих офицеров зауряд-офицеры также отличались и некоторыми деталями обмундирования — отсутствие офицерских темляков, офицерского галуна на портупеях и прочие.

### Украинская Народная Республика (1917—1921)
В УНР в 1918 году были введены воинские звания подхорунжего и хорунжего, которые соответствовали штаб-сержанту и мастер-сержанту (соответствия приводятся относительно современных званий в Украине). Вместе со званиями, соответствовавшими современным офицерским, они входили в категорию старшин, и были младшими в этой категории. Младшим званием перед подхорунжим был бунчужный (соответствовал главному сержанту). Старшим званием по отношению к хорунжему был сотник (соответствовал капитану). Знаки различия — петлицы.
В 1919 году был введён разряд подстаршин (соответствовал категории сержантов). Звание подхорунжего было отменено. Звание хорунжего стало младшим в разряде старшин и теперь соответствовало лейтенанту. Младшим званием перед хорунжим был бунчужный (уже относящийся к подстаршинам), старшим по отношению к нему было введено звание четар (соответствовал старшему лейтенанту). Знаки различия — шевроны, в морской пехоте — отдельной формы с 16 апреля 1919. В автономной Западной области звание хорунжего также было младшим в разряде старшин, но соответствовало младшему лейтенанту; младшим званием перед ним был булавный десятник, старшим по отношению к нему — четар, который здесь соответствовал лейтенанту (шевроны введены 22 апреля 1920).
24 апреля 1919 года было восстановлено звание подхорунжего, как младшее в разряде старшин (примерно соответствовал младшему лейтенанту), и изменена форма шевронов. Теперь бунчужный был младшим званием перед подхорунжим. 30 июля 1919 были введены петлицы как знаки различия.
30 марта 1920 года звание подхорунжего было отнесено к разряду подстаршин как старшее в этом разряде (младшим званием перед ним оставался бунчужный), а также изменены петлицы.
30 марта 1920 года было введено звание генерал-хорунжего, которое соответствовало генерал-майору (14 июня 1920 изменены знаки на петлицах данного звания).

Петлица подхорунжего, 1918
Петлица хорунжего, 1918
Шеврон хорунжего с 9.04.1919
Шеврон хорунжего морской пехоты с 16.04.1919
Шеврон хорунжего, Западная область, с 22.04.1919
Шеврон подхорунжего с 24.04.1919
Шеврон хорунжего с 24.04.1919
Петлица подхорунжего с 30.07.1919
Петлица хорунжего с 30.07.1919
Петлица подхорунжего с 30.03.1920
Петлица хорунжего с 30.03.1920
Петлица генерал-хорунжего с 30.03.1920
Петлица генерал-хорунжего с 16.06.1920

### Украинская Держава (1918)
В Украинской Державе существовали звания хорунжего (соответствовал лейтенанту) и генерального хорунжего (соответствовал генерал-майору).

Погон хорунжего
Парадный погон хорунжего
Погон генерального хорунжего
Погон генерального хорунжего с 27.08.1918
Парадный погон генерального хорунжего

## В Республике Польша

### В воинских званиях
В 1919—1923 и в 1944—1957 годах в Войске Польском хорунжий был самым младшим офицерским званием (введено в 1919 году).
С 1963 по 2004 год в Войске Польском существовал особый класс званий между старшими подофицерами (унтер-офицерами) и младшими офицерами, называемый хорунжими. К нему относились звания: младший хорунжий (введено в 1967), хорунжий, старший хорунжий (введено в 1963), младший штабной хорунжий (введено в 1997), штабной хорунжий (введено в 1967). Эта группа званий примерно соответствовала прапорщикам в СССР и ряде других государств.
В настоящее время, в связи с переходом польской армии на стандарты НАТО, класс хорунжих объединён с классами подофицеров и старших подофицеров. Звания «младший хорунжий», «хорунжий», «старший хорунжий» сохранены. Звания «младший штабной хорунжий» и «штабной хорунжий» отменены. Введено звание «старший штабной хорунжий».
Младший хорунжий относится к подофицерам (которые соответствуют сержантам) и является старшим среди них (то есть это звание соответствует званию старшины).
Хорунжий, старший хорунжий и старший штабной хорунжий относятся к старшим подофицерам (примерно соответствующим классу прапорщиков, то есть хорунжий примерно соответствует прапорщику, а старший хорунжий и старший штабной хорунжий — старшему прапорщику).
В Военно-морских силах и морской части Специальных войск в названиях всех этих званий добавляется слово «флота».
| Знаки различия                                       | Повседневная и парадная форма (погон нашивной)   | Повседневная и парадная форма (погон нашивной) | Повседневная и парадная форма (погон нашивной)   | Повседневная и парадная форма (погон нашивной)                        |
| Сухопутные войска, Специальные войска                |                                                  |                                                |                                                  |                                                                       |
| Воздушные силы                                       |                                                  |                                                |                                                  |                                                                       |
| Съёмный погон к полевой форме                        |                                                  |                                                |                                                  |                                                                       |
| Полевая форма Берет                                  |                                                  |                                                |                                                  |                                                                       |
|                                                      | Ежедневная и парадная форма (погон нашивной)     |                                                |                                                  |                                                                       |
| Военно-морские силы, морская часть Специальных войск |                                                  |                                                |                                                  |                                                                       |
| Рукав                                                |                                                  |                                                |                                                  |                                                                       |
| Нарукавный знак (ВМС и морчасть спецвойск)           |                                                  |                                                |                                                  |                                                                       |
| Звания код НATO                                      | Младший хорунжий (Młodszy chorąży) mł.chor. OP-7 | Хорунжий (Chorąży) chor. OP-8                  | Старший хорунжий (Starszy chorąży) st.chor. OP-9 | Старший штабной хорунжий (Starszy chorąży sztabowy) st.chor.szt. OP-9 |

### В служебных званиях
В Пограничной страже, Агентстве внутренней безопасности, Агентстве разведки, Службе государственной охраны, Службе возной (служба исполнения наказаний) имеются классы служебных званий хорунжих (соответствуют классу воинских званий старших подофицеров). В Пограничной страже к данному классу относятся звания младший хорунжий, хорунжий, старший хорунжий, штабной хорунжий, старший штабной хорунжий, с добавлением слов «Пограничной стражи». В Агентстве внутренней безопасности и Агентстве разведки к данному классу относятся звания младший хорунжий, хорунжий, старший хорунжий, младший штабной хорунжий, штабной хорунжий, старший штабной хорунжий, с добавлением слов соответственно «Агентства внутренней безопасности» или «Агентства разведки». В Службе государственной охраны и Службе возной к данному классу относятся звания младший хорунжий, хорунжий, старший хорунжий, с добавлением слов соответственно «Службы государственной охраны» или «Службы возной».
Аналогичные звания имеются в полиции и Государственной пожарной страже. В 1954 году звание хорунжий было введено в польской милиции, как самое младшее офицерское. В 1974 году в милиции был образован класс хорунжих (соответствовал классу воинских званий хорунжих). К нему относились звания младший хорунжий, хорунжий и старший хорунжий. В 1985 году в классе хорунжих милиции образованы 2 ступени званий: младшие хорунжие и старшие хорунжие. К младшим хорунжим относились звания младший хорунжий и хорунжий, к старшим хорунжим — старший хорунжий, штабной хорунжий и старший штабной хорунжий.
В дальнейшем названия служебных званий в полиции и Государственной пожарной службе стали отличаться от названий воинских званий. В 1990 году в полиции класс хорунжих был переименован в класс аспирантов полиции, звания хорунжих отменены, и вместо них введено одно звание — аспирант полиции (которое существовало в полиции в 1918—1939 годах и соответствовало воинскому званию хорунжий). В 1995 году введены также звания младший аспирант, старший аспирант и штабной аспирант. В 1997 году звание младший аспирант было отнесено к классу званий сержантов, и являлось старшим среди них; а в класс аспирантов как самое старшее было введено звание подкомиссар. В 2001 году звание младший аспирант было возвращено в класс аспирантов, а звание подкомиссар перенесено в младшие офицерские звания как самое младшее.
Таким образом, в настоящее время в полиции воинским званиям хорунжих соответствуют служебные звания: младший аспирант, аспирант, старший аспирант, штабной аспирант.
Такие же служебные звания имеются в Государственной пожарной страже. Класс служебных званий аспирантов, как в полиции, так и в Государственной пожарной страже, соответствует классу воинских званий старших подофицеров.
В полиции к этим служебным званиям добавляется слово «полиции».
Служебным званиям младший аспирант и аспирант в ряде других стран примерно соответствует специальное звание прапорщик полиции (милиции) либо прапорщик внутренней службы; а служебным званиям старший аспирант и штабной аспирант — старший прапорщик полиции (милиции) либо старший прапорщик внутренней службы.
Класс служебных званий аспирантов в Польше также существует в Таможенной службе, к нему относятся служебные звания младший аспирант, аспирант и старший аспирант, с добавлением слов «Таможенной службы». Данный класс аналогичен служебным классам хорунжих в других службах.